# توماس بريتزكر
توماس بريتزكر (بالإنجليزية: Thomas Pritzker؛ مواليد 6 يونيو 1950) هو ملياردير أمريكي وريث ورجل أعمال. وهو عضو في عائلة بريتزكر [الإنجليزية]، وهو رئيس مجلس الإدارة والرئيس التنفيذي لمنظمة بريتزكر، التي تدير أصول الأعمال التجارية المختلفة لعائلة بريتزكر. بريتزكر هو أيضًا الرئيس التنفيذي لشركة فنادق حياة.

## نشأته والتعليم
وُلِد توماس بريتزكر في 6 يونيو 1950 لعائلة بريتزكر [الإنجليزية]، وهو ابن جاي بريتزكر [الإنجليزية] (1922–1999) وزوجته ماريان فريند. كان أجداد توماس من المهاجرين اليهود الأوكرانيين، آني بي (ني كوهن) ونيكولاس جيه بريتزكر.
حصل على درجة الدكتوراه في القانون وماجستير إدارة الأعمال من جامعة شيكاغو، ودرجة البكالوريوس في الآداب من كلية كليرمونت ماكينا [الإنجليزية].

## سيرته
وهو مؤسس (2011) ورئيس مجلس إدارة شركة شمال أمريكا وغرب آسيا القابضة المحدودة، وهي شركة استثمارية واستشارية تسعى إلى الاستثمار في الشركات العراقية مع تقديم المشورة للعملاء الذين يتطلعون إلى ممارسة الأعمال التجارية في المنطقة.

## الأعمال الخيرية
كان رئيسًا سابقًا لمعهد شيكاغو للفنون ومركز الدراسات الاستراتيجية والدولية. كما قام بتنظيم اتحاد أبحاث الاضطرابات العصبية والنفسية بريتزكر. جنبًا إلى جنب مع زوجته، يدعم توم منظمة راير، وهي منظمة دولية للحفاظ على البيئة.

## حياته الشخصية
هو متزوج من مارجوت مارشال. ولديهما ثلاثة أبناء.
تم ذكر اسم بريتزكر في إفادة قدمتها تحت القسم فرجينيا جوفري تتعلق بتعرضها للاتجار الجنسي من خلال شبكة جيفري إبستين. وقد شهدت في الإفادة أنها مارست الجنس ذات مرة مع بريتزكر.

## وصلات خارجية
- مرات الظهور على سي-سبان